# Plentywood
La ville de Plentywood est le siège du comté de Sheridan, situé dans le Montana, aux États-Unis. Sa population s’élevait à 1 734 habitants lors du recensement de 2010.